# وبگاه ای‌تویز
ای‌تویز.کام (به انگلیسی: eToys.com) یک بنگاه کسب و کار آنلاین بود که به‌صورت خرده‌فروشی اسباب‌بازی از طریق اینترنت می‌فروخت. این سایت توسط شرکتی با همین نام در زمان حباب دات-کام تأسیس شد و از نمادهای بارز حباب دات کام بود. پس از ورشکستگی در ۲۰۰۱ صاحبان سایت تغییر کرد و در نهایت تویز آر آس در سال ۲۰۰۹ صاحب سایت شد.

## تاریخچه
ای‌تویز در سال ۱۹۹۷ راه‌اندازی شد. در سال ۱۹۹۹ سهام این شرکت با هزینه $۲۰ صادر شد. در پایان اولین روز از معاملات، سهام شرکت با قیمت ۷۶$ بسته شده است.

شرکت eMarketer یک به نقل قول معروف دارد؛ «به عبارت ساده، eToys معیاری است برای تمام سایت‌های اسباب بازی‌های دیگر، که با آن سنجیده شوند.» 

## مالکیت‌های بعدی
تقریباً تمام دارایی eToys توسط شرکت اسباب بازی KB در دو مزایده ورشکستگی جداگانه خریداری شد، و بعد به شرکت DE شاو فروخته‌شد. وب سایت eToys.com در نهایت توسط شرکت مستقیم eToys، و یک نسل از راه اندازی اینترنت و شرکت اسباب‌بازی KB شریک Brainplay.com، و یک شرکت تابعه اصلی راه اندازی شد.